# HOMME
《옴므》(HOMME)는 XTM에서 방영하는 대한민국의 텔레비전 프로그램이다.

## 개요
첫 번째 시즌은 2009년 8월 17일 월요일 오후 11시부터 케이블 채널인 XTM에서 12월 3일까지 방송하였다. 오리지널 탑 기어의 기본 뼈대를 유지하면서 국내 사정에 맞는 진행방식을 채택하고, MC는 정윤기, 김성수가 맡았다. 최초로 유명한 패션 버라이어티 쇼인 옴므를 국내 버전으로 방송하였다.
두 번째 시즌은 2010년 3월 26일부터 2010년 12월 13일까지 방영되었다. 금요일 오후 11시에 방송하였고, 시즌2에서는 정가은이 합류하였다. 이전 시즌에 비해 재미있고 최대한 패션 스타일의 호평을 받았다.
세 번째 시즌은 2011년 10월 5일부터 2012년 1월 4일까지 방영되었다. 매주 수요일 오후 11시에 방송하였고, 시즌2의 정가은이 하차하고, 김민준, 정형돈이 새롭게 합류하였다.
네 번째 시즌은 2012년 4월 4일부터 2013년 1월 9일까지 방영되었다. 시즌3의 정형돈이 하차하고, 허경환, 도윤범, 성범수, 공서영이 새로운 MC로 합류하였다.
다섯 번째 시즌은 2013년 4월 15일부터 12월 30일부터 방영되었다. 시즌4의 김민준, 도윤범, 성범수, 공서영이 하차하고, 임슬옹이 새롭게 합류하였다.
여섯 번째 시즌은 2014년 4월 8일부터 2014년 7월 1일부터 방영되었다. HOMME 2014에서는 안영미가 새롭게 합류하였다.

## 출연자
- 정윤기
- 임슬옹
- 안영미
- 허경환

### 이전 출연자
- 김성수
- 정가은
- 정형돈
- 김민준
- 도윤범
- 성범수
- 공서영

## 역대 코너

### 스타일라이크 (ST. Like)
여자의 시각으로 남자의 스타일로 다시 정의한다! 라이크 걸(Like Girl)들의 직실적이고 대담한 리얼웨이 토크 쇼에 대해 알아본다.

### 힙스터 J (Hipster. J)
정윤기와 안영미가 알려주는 남자들의 잇 아이템에 대한 신개념 스토리 텔링에 대해 알아본다.

## 역대 스타 게스트
- 시즌 6(HOMME 2014)

스타일라이크
| 회차 | 방영일   | 출연자                                                             |
| ---- | -------- | ------------------------------------------------------------------ |
| 1회  | 4월 8일  | 경리(나인뮤지스), 송가연, 락채은, 조현영(레인보우), 길하라, 김희성 |
| 2회  | 4월 15일 | 경리(나인뮤지스), 락채은, 조현영(레인보우), 길하라, 여연희, 송혜명 |
| 3회  | 4월 29일 | 경리(나인뮤지스), 락채은, 조현영(레인보우), 길하라, 여연희, 송혜명 |
| 4회  | 5월 6일  | 경리(나인뮤지스), 락채은, 조현영(레인보우), 길하라, 여연희, 송혜명 |
| 5회  | 5월 13일 | 경리(나인뮤지스), 락채은, 조현영(레인보우), 길하라, 여연희, 송혜명 |